# 乌间岭
27°34′54″N 91°52′25″E / 27.58167°N 91.87361°E
乌间岭（藏語：ཨོ་རྒྱན་གླིང་།，罗马字母拼写：Wo'gyainling）也称乌近岭，邬坚岭，位于中华人民共和国西藏自治区山南市错那县境内，是中华人民共和国民政部第一批增补藏南地区公开使用地名中的一个。 该地位于中国与印度领土争议地区，实际位置疑似为印度阿鲁纳恰尔邦达旺县达旺镇附近的烏金林寺（Urgyenling monastery）。该地是第六世达赖喇嘛仓央嘉措的出生地。